# Chłopska Wola
Chłopska Wola is een plaats in het Poolse district  Stalowowolski, woiwodschap Subkarpaten. De plaats maakt deel uit van de gemeente Pysznica en telt 164 inwoners.